# Veterinarska fakulteta v Zagrebu
Veterinarska fakulteta (izvirno hrvaško Veterinarski fakultet u Zagrebu), s sedežem v Zagrebu, je fakulteta, ki je članica Univerze v Zagrebu.